# زیردریایی کلاس بالیلا
سابمارین کلاس بالیلا (به انگلیسی: Balilla-class submarine) یک کلاس از زیردریایی است که طول آن 86.5 m می‌باشد.